# 이지키얼 로저스
이지키얼 로저스(영어: Ezekiel Rogers, 1590년 - 1660년 1월 23일)는 잉글랜드의 비국교도 성직자로 매사추세츠주에 정착한 청교도이다.
그는 리처드 로저스 (청교도)의 아들로 에식스주 웨더스필드에서 살았으며 그의 남동생은 밑으로 대니얼 로저스다.
1604년에 크라이스츠 칼리지 (케임브리지 대학교)를 졸업하였고, 에식스주에서 프랜시스 배링턴 경 가족의 채플린이 되었다.
1638년에 그가 <스포츠 선언>을 읽기를 거부하자, 로울리의 교구목사직에서 퇴출당하였다. 이 일이 있은 후 청교도에 위협을 느껴 신대륙으로 떠나게 되었다.
1638년 12월에 뉴잉글랜드에 도착하여서 매사추세츠주 세일럼 (매사추세츠주)에서 겨울을 보내었다. 1639년 봄에 20명의 가족과 함께 매사추세츠주 롤리 지역에서 목회를 하며 여생을 보내었다.

## 저서
- The Chief Grounds of the Christian Religion set down by way of catechising, gathered long since for the use of an honourable Family, London, 1642.